# Ashley Johnson (aktorka)
Ashley Suzanne Johnson (ur. 9 sierpnia 1983 w Camarillo) – amerykańska aktorka filmowa, telewizyjna i głosowa. Dwukrotna laureatka nagrody BAFTA Games Award za rolę Ellie w grach The Last of Us i The Last of Us: Left Behind.

## Życiorys
Ashley Johnson urodziła się w Camarillo  w Kalifornii. Uczyła się grać na pianinie i skrzypcach w szkole muzycznej w Glendale, potrafi również grać na gitarze i ukulele.
Stała się znana jako aktorka dziecięca dzięki roli Chrissy Seaver w 6 i 7 sezonie sitcomu Dzieciaki, kłopoty i my w latach 1990–1992. W roku 2000, a następnie w 2004 ponownie wcieliła się w tę rolę w fabularnych filmach telewizyjnych, będących kontynuacją serialu – odpowiednio Dzieciaki, kłopoty i my: Rodzinny sukces oraz Dzieciaki, kłopoty i my: Powrót Seaverów. W 2000 zagrała rolę Alex, nastoletniej córki Nicka Marshalla granego przez Mela Gibsona, w komedii romantycznej Czego pragną kobiety. W 2008 regularnie występowała w serialu Dirt jako Sharlee Cates. W 2009 pojawiła się w finale pierwszego sezonu serialu Dollhouse Jossa Whedona. W 2012 wystąpiła jako Beth, kelnerka uratowana przez Kapitana Amerykę w The Avengers. Miała pojawić się w przyszłych filmach jako jego najnowsza miłość (jak sugerowano w krótkiej scenie w filmie), ale te plany nie zostały zrealizowane. Była to niewielka rola, ale wydanie blu-ray Avengers zawiera kilka usuniętych scen, które rozszerzają jej rolę w filmie i pogłębiają jej relacje z Rogersem. W latach 2011–2012 występowała jako Amber Ahmed w dwóch sezonach serialu kryminalnego Dochodzenie, a następnie w jednej z głównych ról, agentki FBI i specjalistki od medycyny sądowej Patterson, w serialu Blindspot: Mapa zbrodni w latach 2015–2020.
Jako aktorka głosowa oraz motion capture, Ashley Johnson znana jest przede wszystkim z roli Ellie w grach komputerowych The Last of Us i The Last of Us: Left Behind za które otrzymała dwie nagrody BAFTA Games Award za występ w grze kolejno w latach 2013 i 2014, a także nagrodę Spike Video Game Awards dla najlepszej aktorki głosowej w 2013 oraz w The Last of Us Part II, za którą była nominowana do nagrody BAFTA Games Award oraz The Game Awards w 2020. Użyczyła także głosu postaciom telewizyjnym: Gretchen Grundler w Byle do przerwy, Terry w serialach animowanych Młodzi Tytani i Młodzi Tytani: Akcja!, Gwen Tennyson w serii Ben 10, Renet Tilley w Wojownicze Żółwie Ninja, Shiseru w Naruto: Shippuden, a także postaciom z gier wideo – Gortys w Tales from the Borderlands i Petry w Minecraft: Story Mode (2015–2016) i jego kontynuacji z 2017 roku.
Od 2015 jest członkinią obsady internetowego serialu Dungeons & Dragons Critical Role, a od 2022 roku występuje również w powstałym na jego podstawie animowanym serialu fantasy Legenda Vox Machiny. Została prezesem oddziału charytatywnego programu, Critical Role Foundation, po jego uruchomieniu w 2020 roku.
W 2023 zagrała Annę, matkę Ellie, w ostatnim odcinku pierwszego sezonu telewizyjnej adaptacji The Last of Us.

## Życie prywatne
Od 2012 roku Ashley Johnson spotyka się z pisarzem i muzykiem Brianem W. Fosterem, w grudniu 2018 ogłosili swoje zaręczyny. Jej starsze rodzeństwo, siostra Haylie i brat Chris również pracują jako aktorzy. Mężem Haylie jest piosenkarz i muzyk Jonny Lang.
Johnson lubi śpiewać i gra na gitarze, pianinie, skrzypcach i wiolonczeli, do 2012 publikowała covery piosenek na swojej stronie SoundCloud. Jej występ jako Ellie w The Last of Us Part II obejmował covery na gitarę akustyczną piosenek Future Days Pearl Jam, Take on Me A-ha, True Faith New Order i Through the Valley Shawna Jamesa. W duecie z Troyem Bakerem (w rolach Ellie i Joela) wykonywali także cover utworu  Wayfaring Stranger Johnny’ego Casha, który pojawia się na napisach końcowych gry.

## Filmografia

### Filmy
| Rok  | Tytuł                                     | Rola                     | Uwagi                                   |
| ---- | ----------------------------------------- | ------------------------ | --------------------------------------- |
| 1990 | Lwie Serce                                | Nicole Gaultier          |                                         |
| 1995 | Dziewięć miesięcy                         | Shannon Dwyer            |                                         |
| 1998 | Dancer w stanie Teksas                    | Josie Hemphill           |                                         |
| 1998 | The First Snow of Winter                  | Sean McDuck (głos)       | film krótkometrażowy; angielski dubbing |
| 1999 | Wszędzie, byle nie tu                     | Sara                     |                                         |
| 2000 | Czego pragną kobiety                      | Alex Marshall            |                                         |
| 2001 | Wakacje. Żegnaj szkoło                    | Gretchen Grundler (głos) |                                         |
| 2001 | Recess Christmas: Miracle on Third Street | Gretchen Grundler (głos) |                                         |
| 2001 | Rustin                                    | Lee Wolford              |                                         |
| 2003 | The Failures                              | Lilly Kyle               |                                         |
| 2004 | Dom Rocka                                 | Angie                    |                                         |
| 2004 | Król narożnika                            | Elena Spivak             |                                         |
| 2005 | Nearing Grace                             | Merna Ash                |                                         |
| 2006 | Fast Food Nation                          | Amber                    |                                         |
| 2006 | Grad Night                                | Studentka                |                                         |
| 2007 | Bracia Solomon                            | Patrycja                 |                                         |
| 2008 | Fatalny skok                              | Alana                    |                                         |
| 2008 | Otis                                      | Rileya Lawsona           |                                         |
| 2009 | Amerykańskie ciacho                       | Eva                      |                                         |
| 2011 | Służące                                   | Mary Beth Caldwell       |                                         |
| 2012 | Avengers                                  | Beth                     |                                         |
| 2012 | Wiele hałasu o nic                        | Małgorzata               |                                         |
| 2015 | Marnie. Przyjaciółka ze snów              | Emily / Miyoko (głosy)   |                                         |
| 2016 | Poobijany Henry                           | Danielle                 |                                         |
| 2018 | Żarłok                                    | Liza                     |                                         |

### Telewizja
| Rok        | Tytuł                                     | Rola                                                                | Uwagi                                                   |
| ---------- | ----------------------------------------- | ------------------------------------------------------------------- | ------------------------------------------------------- |
| 1990–1992  | Dzieciaki, kłopoty i my                   | Chrissy Seaver                                                      | Rola główna (sezony 6–7)                                |
| 1993       | Mężczyźni o tym nie mówią                 | Cindy                                                               | Film TV                                                 |
| 1993       | Miasto, o którym zapomniał święty Mikołaj | Wnuczka (głos)                                                      | Film TV                                                 |
| 1993–1994  | Phenom                                    | Mary Margaret Doolan                                                | Rola główna                                             |
| 1994       | All-American Girl                         | Casey Emmerson                                                      | Rola główna                                             |
| 1995       | Annie: A Royal Adventure!                 | Annie Warbucks                                                      | Film TV                                                 |
| 1995       | Roseanne                                  | Lisa                                                                | Odcinek: "The Blaming of the Shrew"                     |
| 1995       | Co za kreskówka!                          | Mina (głos)                                                         | Odcinek: "Mina i Hrabia: Zabawy z wampirem"             |
| 1995–1996  | Maybe This Time                           | Gracie Wallace                                                      | Rola główna                                             |
| 1996–1999  | Jumanji                                   | Peter Shepherd / Robo-Peter (głosy)                                 | Rola główna                                             |
| 1997       | Moloney                                   | Kate Moloney                                                        | 3 odcinki                                               |
| 1997       | Skrzydła                                  | Rebecca                                                             | Odcinek: "Ms. Write"                                    |
| 1997–2001  | Byle do przerwy                           | Gretchen Grundler (głos)                                            |                                                         |
| 1998       | Ostry dyżur                               | Dana Ellis                                                          | 2 odcinki                                               |
| 1998       | Kelly Kelly                               | Maureen Kelly                                                       | Rola główna                                             |
| 2000       | Dzieciaki, kłopoty i my: Rodzinny sukces  | Chrissy Seaver                                                      | Film TV                                                 |
| 2001       | What About Joan                           | Jody Bradford                                                       | Odcinek: "It's a Mad, Mad, Mad, Mad Joan"               |
| 2002       | Ally McBeal                               | Serena Feldman                                                      | Odcinek: "Heart and Soul"                               |
| 2002       | Obrońca                                   | Betsy Fortunato                                                     | odcinek: "Sacrifice"                                    |
| 2002       | Lloyd w kosmosie                          | Violet (głos)                                                       | 4 odcinki                                               |
| 2002       | Powrót do Providence                      | Daphne Wallace                                                      | 3 odcinki                                               |
| 2002       | Roswell: W kręgu tajemnic                 | Eileen Burrows                                                      | 2 odcinki                                               |
| 2002       | Dotyk anioła                              | Natalie Tate                                                        | Odcinek: "Bring On the Rain"                            |
| 2003–2004  | Married to the Kellys                     | Shari                                                               | 2 odcinki                                               |
| 2004       | Dzieciaki, kłopoty i my: Powrót Seaverów  | Chrissy Seaver                                                      | Film TV                                                 |
| 2004–2006  | Super Robot Monkey Team Hyperforce Go!    | Jinmay (głos)                                                       | 12 odcinków                                             |
| 2004–2006  | Młodzi Tytani                             | Terra (głos)                                                        | 7 odcinków                                              |
| 2004–2010  | Bobby kontra wapniaki                     | Emily / Jamie (głosy)                                               | 7 odcinków                                              |
| 2005       | Szanowni państwo X                        | Kimla (głos)                                                        | Odcinek: "License to Slumber/Three Days of the Coin Op" |
| 2006       | Lilo i Stitch                             | Gretchen Grundler (głos)                                            | Odcinek: "Lax: Experiment 285"                          |
| 2007       | Heartland                                 | Rebecca Colton                                                      | Odcinek: "Mother & Child Reunion"                       |
| 2007       | Detektyw Monk                             | Susie the Maid                                                      | Odcinek: "Mr. Monk Is at Your Service"                  |
| 2007, 2014 | CSI: Kryminalne zagadki Las Vegas         | Dreama Little / brothel girl                                        | 2 odcinki                                               |
| 2008       | Dirt                                      | Sharlee Cates                                                       | Rola drugoplanowa (2 sezon)                             |
| 2008       | Mentalista                                | Clara Tennant                                                       | odcinek: "Seeing Red"                                   |
| 2008       | The Middleman                             | Eleanor Draper                                                      | Odcinek: "The Ectoplasmic Panhellenic Investigation"    |
| 2008       | Raising the Bar                           | Elise Denton                                                        | Odcinek: "Hang Time"                                    |
| 2008–2010  | Ben 10: Obca potęga                       | Gwen Tennyson / Cicely (głosy)                                      | 45 odcinków                                             |
| 2009       | Dowody zbrodni                            | Graces Stearns (w 1966)                                             | Odcinek: "The Crossing"                                 |
| 2009       | Dollhouse                                 | Wendy / Caroline / Hayden Leeds                                     | 2 odcinki                                               |
| 2010       | Funny or Die Presents...                  | Girlfriend                                                          | 1 odcinek                                               |
| 2010       | Magia kłamstwa                            | Valerie                                                             | Odcinek: "Beat the Devil"                               |
| 2010–2018  | Drunk History                             | różne postacie                                                      | 3 odcinki                                               |
| 2010–2012  | Ben 10: Ultimate Alien                    | Gwen Tennyson (głos)                                                | 52 odcinków                                             |
| 2011       | Bez powrotu                               | Sarah Collins / Sarah Peterschwim                                   | Odcinek: "Something A-mish"                             |
| 2011–2012  | Dochodzenie                               | Amber Ahmed                                                         | Rola drugoplanowa (1 sezon); gość specjalny (2 sezon)   |
| 2011–2013  | Pound Puppies: Psia paczka                | Amelia / Toyo / Gina / Giblet / Kid #1 (głosy)                      | 6 odcinków                                              |
| 2012       | Jej Szerokość Afrodyta                    | Veronica Kramer                                                     | Odcinek: "Road Trip"                                    |
| 2012       | Prywatna praktyka                         | Kelly                                                               | Odcinek: "The Time Has Come"                            |
| 2012–1013  | Naruto: Shippuden                         | Shiseru (głos)                                                      | 6 odcinków; angielski dubbing                           |
| 2012–2014  | Ben 10: Omniverse                         | Gwen Tennyson (głos)                                                | 21 odcinków                                             |
| 2013       | Masters of Sex                            | Flora Banks                                                         | Odcinek: "Fallout"                                      |
| 2013–2019  | Młodzi Tytani: Akcja!                     | Terra (głos)                                                        | 6 odcinków                                              |
| 2014       | Garfunkel and Oates                       | Jane                                                                | Odcinek: "Speechless"                                   |
| 2015       | Stalker                                   | Stephanie Beekman                                                   | Odcinek: "My Hero"                                      |
| 2015–2017  | Wojownicze Żółwie Ninja                   | Renet (głos)                                                        | 6 odcinków                                              |
| 2015–2020  | Blindspot: Mapa zbrodni                   | Patterson                                                           | Rola główna                                             |
| 2019–2020  | Pociąg do nieskończoności                 | Tulip Olsen / Steward / Lake / Matka / Dziewczyna / Popcorn (głosy) | 20 odcinków                                             |
| 2021       | Close Enough                              | Kristen (głos)                                                      | Odcinek: "Where'd You Go, Bridgette?"                   |
| 2021       | Głowa rodziny                             | Lisa (głos)                                                         |                                                         |
| 2022–      | Legenda Vox Machiny                       | Pike Trickfoot (głos)                                               | Rola główna                                             |
| 2023       | The Last of Us                            | Anna                                                                | Odcinek: "Szukaj światła"                               |

### Gry wideo
| Rok  | Tytuł                                     | Rola                              | Uwagi |
| ---- | ----------------------------------------- | --------------------------------- | --- |
| 2005 | Młodzi Tytani                             | Terra                             | |
| 2008 | Ben 10: Alien Force                       | Gwen Tennyson                     | |
| 2009 | Ben 10 Alien Force: Vilgax Attacks        | Gwen Tennyson                     | |
| 2010 | Ben 10 Alien Force: The Rise of Hex       | Gwen Tennyson                     | |
| 2010 | Ben 10 Ultimate Alien: Cosmic Destruction | Gwen Tennyson                     | |
| 2011 | Cartoon Network: Punch Time Explosion     | Gwen Tennyson                     | |
| 2013 | Marvel Heroes                             | Spider-Woman                      | |
| 2013 | The Last of Us                            | Ellie                             | Przechwytywanie głosu i ruchu Nagroda VGX dla najlepszej aktorki głosowej Nagroda BAFTA Games 2013 dla najlepszego wykonawcy |
| 2014 | The Last of Us: Left Behind               | Ellie                             | Przechwytywanie głosu i ruchu Nagroda BAFTA Games 2014 dla najlepszego wykonawcy |
| 2014 | Infamous: First Light                     | Jenny                             | [ 1 ] |
| 2014 | Tales from the Borderlands                | Głos systemu Gortys / Hyperion    | „Głos systemu Hyperion” jako „dodatkowe głosy” |
| 2014 | Final Fantasy Explorers                   | Dodatkowe głosy                   | angielska wersja |
| 2015 | Skylanders: SuperChargers                 | Kolekcjoner Gadfly Glades         | |
| 2015 | Lego Dimension                            | Terra                             | niewymieniona |
| 2015 | Minecraft: Story Mode                     | Petra                             | [ 1 ] |
| 2016 | The Witness                               | Dodatkowe głosy                   | |
| 2016 | Lego Marvel’s Avengers                    | Kelnerka Beth                     | |
| 2017 | Minecraft: Story Mode - sezon 2           | Petra                             | |
| 2018 | Pillars of Eternity II: Deadfire          | Narrator / Pike Trickfoot / Ydwin | DLC |
| 2020 | The Last of Us Part II                    | Ellie                             | Przechwytywanie głosu i ruchu Nominacja za najlepszy występ na The Game Awards 2020 Nominacja do nagrody BAFTA Games 2020 dla najlepszego aktora pierwszoplanowego Nagroda NAVGTR 2021 za wybitną kreację w dramacie, główna rola |

### Seriale internetowe
| Rok       | Tytuł                                         | Rola                                                                                 | Uwagi                      |
| --------- | --------------------------------------------- | ------------------------------------------------------------------------------------ | -------------------------- |
| 2013–2015 | TableTop                                      | we własnej osobie                                                                    | 2 odcinki                  |
| 2015–     | Critical Role                                 | Pike Trickfoot (kampania 1) Yasha Nydoorin (kampania 2) Fearne Calloway (kampania 3) | Internetowa seria gier RPG |
| 2020      | Animal Talking: The Adventures of Gary Whitta | we własnej osobie (głos)                                                             | 1 odcinek                  |
| 2021      | Exandria Unlimited                            | Fearne Calloway                                                                      | 8 odcinków                 |